# Mikkel Vendelbo
Mikkel Vendelbo (født 15. august 1987) er en dansk fodboldspiller, der spiller i Skive IK.
I starten af 2014 indgik Vendelbo en aftale med den tyske klub Holstein Kiel frem til sommeren 2016.
I sommeren 2015 skiftede han til Silkeborg IF på en fireårig-kontrakt.

I sommeren 2019 skiftede han til Skive IK